# 沖縄県水産公社地方卸売市場
沖縄県水産公社地方卸売市場（おきなわけんすいさんこうしゃちほうおろしうりしじょう）は、沖縄県糸満市の糸満漁港北地区内に所在する地方卸売市場（水産物卸売市場）。県などが出資し、同漁港の整備を担う一般財団法人沖縄県水産公社が2022年10月に開設し、施設の管理運営をしている。愛称は「イマイユ市場」。卸売業務は沖縄県漁業協同組合連合会（JF沖縄漁連）と糸満市漁業協同組合が設立したJF沖縄魚市場有限責任事業組合が担っている。卸売業者について卸売市況等では「JF沖縄魚市場」などの通称が用いられることもある。

## 概要
かつて那覇市港町に所在していた沖縄県漁連地方卸売市場（泊魚市場）の老朽化に伴い機能を移転し、糸満漁港市場の機能と統合するかたちで再整備され、2022年（令和4年）10月に開場した。糸満漁港は全国の漁船を受け入れられる県内唯一の第3種漁港である。新施設は沖縄県初の閉鎖式高度衛生管理型荷捌き施設（水産物卸売施設）であり、卸売場の広さはサッカーグラウンドよりも少し大きい7300㎡で、国内最大規模の水揚げ高を誇る沖縄近海産マグロを中心にセリが行われる県内最大の水産物卸売市場（魚市場）である。閉鎖式施設として鳥や小動物の侵入をシャットアウトし、関係者以外の入場を制限しているいっぽう、制限区画を設けるかたちで一般によるせり見学等を随時受け付けて、安全性の高い流通を訴えている。

## 施設
| 名称                                        | 市場開設者                                          | 入場卸売会社                                                    | 取扱い品目                 |
| ------------------------------------------- | --------------------------------------------------- | --------------------------------------------------------------- | -------------------------- |
| 沖縄県水産公社地方卸売市場 （イマイユ市場） | 一般財団法人沖縄県水産公社 （県などが出捐（出資）） | JF沖縄魚市場有限責任事業組合 （JF沖縄県漁連とJF糸満漁協が設立） | 水産物およびこれらの加工品 |

## 沖縄県水産公社
沖縄県水産公社は1981年（昭和56年）1月9日、沖縄振興開発計画に基づいて「広く県外船をも対象にした開発前進及び中継基地」として糸満漁港北地区を整備し、同地区の活利用を推進することにより水産物の流通条件を整備し、漁業及び関連企業の健全な発展を図ることを目的として、県および糸満市、漁業団体らにより財団法人として設立された。2014年（平成26年）には従来の特例財団法人から一般財団法人に改組した。